# Quai Gabriel-Péri (Joinville-le-Pont)
Le quai Gabriel-Péri est une voie de communication de la ville de Joinville-le-Pont.

## Situation et accès
Orienté du nord-ouest au sud-est, le long de la Marne, il commence son parcours au carrefour du quai de Polangis et de l'avenue du Général-Gallieni. Il rencontre notamment l'avenue Coursault et se termine dans l'axe du quai Gallieni.

## Origine du nom

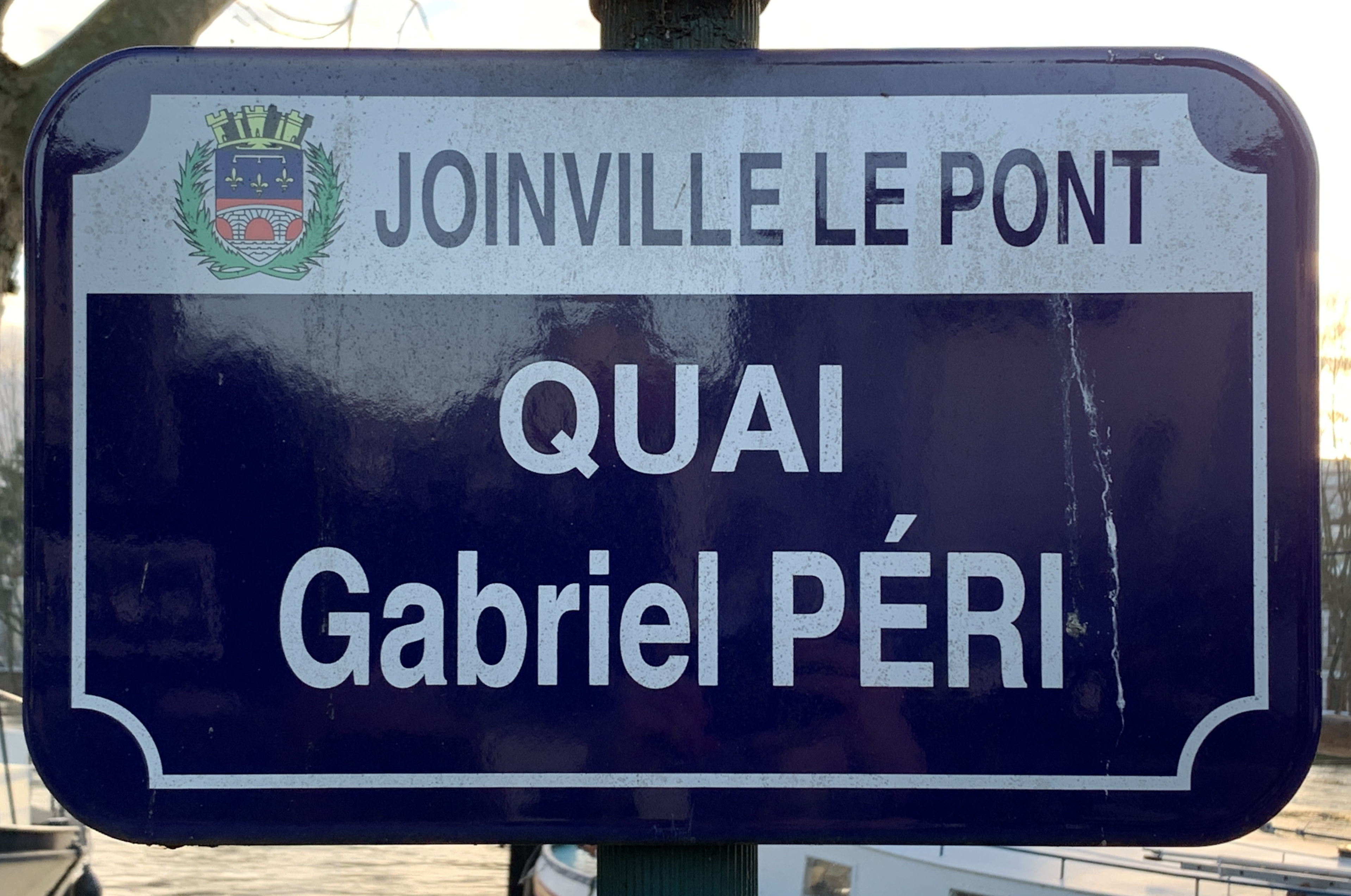
Plaque Quai Gabriel-Péri, 2021.

Avant-guerre, comme le montrent les cartes cadastrales du début du XIXe siècle, ce quai portait simplement le nom de chemin du hallage (sic). Il a été renommé en hommage à Gabriel Péri, journaliste et homme politique français, mort pour la France le 15 décembre 1941.

## Historique
Au XIXe siècle se trouvait à cet endroit un lieu de baignade municipal appelé le banc de sable, où quelques gradins bétonnés, en arc de cercle, permettaient à la population de profiter des eaux du fleuve. L'avenue de la Plage en garde encore le souvenir. C'est en 1971 qu'il sera supprimé, six ans avant la création du port. Celui-ci est la dernière escale fluviale aménagée avant Paris.

## Bâtiments remarquables et lieux de mémoire

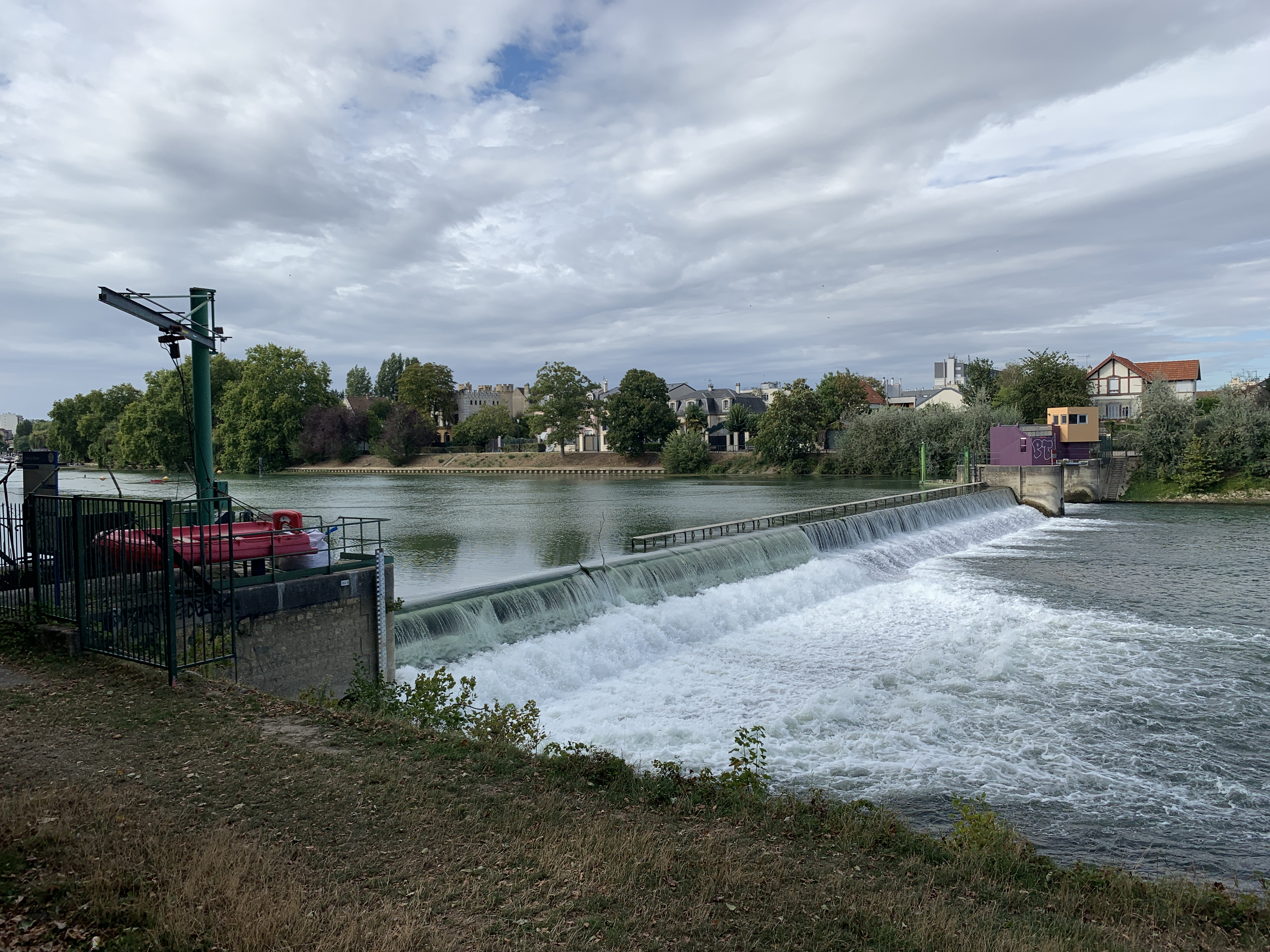
Le barrage de Joinville en 2020.

- Studios de Joinville, en activité de 1910 à 1987.
- Port de Joinville-le-Pont, port de plaisance créé en 1977[3].
- Barrage de Joinville, construit par l'inventeur Lariche-Desfontaines et l'ingénieur Maezieux en 1867 pour remplacer un ancien ouvrage d'art[4].
- Les Bains-douches du Banc de Sable, construits en 1953, perpétuent la mémoire de l'ancienne plage municipale[5].